# Agelena gomerensis
Agelena gomerensis là một loài nhện trong họ Agelenidae.
Loài này thuộc chi Agelena. Agelena gomerensis được Jörg Wunderlich miêu tả năm 1992.